# Death by Degrees
Tekken's Nina Williams in: Death by Degrees — приключенческая игра, разработанная Namco в 2005 году для PlayStation 2. Игра является спин-оффом серии игр в жанре файтинг Tekken.
Изначально игра была анонсирована под названием Nina. Первая игра серии, которой был присвоен рейтинг M (Взрослый) ESRB.

## Игровой процесс
Игра управляется аналоговыми джойстиками. Левая аналоговая панель чувствительна к касанию; через различные степени удержания, нажатия или нажатия вместе с другими кнопками позволяет персонажу Нине Уильямс ходить, бегать или уклоняться. Правый джойстик используется для атаки.
Нина может использовать навыки боевых искусств, ломая кости врагов с помощью концентрированных атак.
После завершения игры открывается «Режим Анны», позволяющий игроку играть за Анну Уильямс. На протяжении всей игры можно разблокировать различные наряды, которые включают бикини, коктейльное платье, фиолетовый комбинезон, чёрный и серебряный костюм-невидимку, а также оружие.

## Сюжет
Нина Уильямс — всемирно известный киллер — была нанята ЦРУ и МИ-6, чтобы присоединиться к команде, которая пытается проникнуть в «Комету» — известную преступную организацию. Стратегия команды включает в себя получение доступа к цели через боевой турнир, проводимый на «Амфитрите» — роскошном круизном судне, принадлежащем «Комете». Просочившееся в Интернет видео показало, что корабль «Кометы» взорвался возле Бермудского треугольника, и выложившие его опасаются, что «Комета» после распада Советского Союза работает над супероружием. Нина играет в команде роль «уборщика»; если её партнёры потерпят неудачу, она должна закончить работу. Нина вступает в соревнование, но её обнаруживают и захватывают. Вскоре она получает сообщение о неудаче команды и смерти одного из агентов по имени Джон Доу, убитого киллером «Кометы» Эдгаром Грантом. Ей сообщают, что она должна теперь провести операцию сама.
Нина должна проникнуть в «Комету» и доказать её преступную деятельность. Во время выполнения своей миссии Нина сражается с топ-менеджерами «Кометы», начиная с личного телохранителя и любовника Ланы Лей — Брайса. Затем она фотографирует встречу директоров с помощью агента МИ-6 Алана Смити.
Нина убегает из круизного судна и отправляется на исследовательский центр острова Комета. Здесь она встречает Лукаса Хэйеса — учёного, который сообщает ей о планах «Кометы» использовать спутники для нагрева и активации гидрата метана на дне океана. Результатом является пузырение, которое заставляет корабли терять свою плавучесть. Таким образом, оружие обладает способностью уничтожать морские транспортные средства на расстоянии, погружая их на дно моря. План Хэйеса состоял в том, чтобы найти новый источник энергии и альтернативу ископаемым видам топлива, но его исследованиям помешали военные действия. Проект «Саласия» по слухам является секретной операцией ЦРУ и МИ-6. Нина понимает, что она должна остановить проект, и берёт на себя второго исполнительного директора «Кометы» Энрике Ортегу. Однако к нему присоединилась Анна Уильямс (сестра Нины), нанятая отрядом Tekken в качестве телохранителя. После непродолжительного участия в битве с Анной Нина продолжает свою миссию и убивает Энрике. Лукас Хэйес, однако, также убит. С помощью Алана Нина убегает на вертолёте, преследуя Лану Лей по пути в круизный корабль.
Второй раз Нина должна проникнуть в «Комету» на лодке. На этот раз ей противостоят солдаты-киборги — ещё один оружейный проект Ланы Лей. Нина находит «Саласию» и побеждает Лану. После победы над ней их застаёт Алан, который сообщает Нине, что он тоже «уборщик». Он стреляет в Лану, чтобы уничтожить доказательства своего участия в преступлениях. При попытке застрелить Нину, в него стреляет Лана и убегает в потаённую комнату. Нина убивает Лану и отправляется в спасательный блок, после чего в лодке срабатывает взрывное устройство и Нина приземляется на краю корабля. Когда за ней прилетает спасательный вертолёт, её останавливает Анна Уильямс. Сёстры вступают в схватку на корабле, который терпит крушение, и они обе падают за борт. Они пытаются ухватиться за верёвку, чтобы спастись. Нина в этот момент вспоминает о смерти отца и момент, когда две сестры вместе скорбели. Анна сталкивает Нину в океан и говорит, что теперь они друг другу никто. Нина вскарабкивается на спасательные шлюпки, корабль взрывается и уходит под воду, а Анна улетает на вертолёте.

## Рецензии
| Сводный рейтинг    | Сводный рейтинг |
| Агрегатор          | Оценка          |
| ------------------ | --------------- |
| GameRankings       | 52,20 %         |
| Metacritic         | 51 %            |
| Иноязычные издания |                 |
| Издание            | Оценка          |
| 1UP.com            | 4/10            |
| Edge               | 5/10            |
| EGM                | 5,33/10         |
| Game Informer      | 5,5/10          |
| GamePro            | 2,5/5           |
| GameRevolution     | D+              |
| GameSpot           | 5,6/10          |
| GameSpy            | 3/5             |
| IGN                | 5/10            |

Игра получила смешанные отзывы. Критики похвалили ролики и сюжет, но раскритиковали режущие глаз углы обзора, долгую загрузку и управление.